# Christian Fittipaldi
Christian Fittipaldi és un pilot de curses brasiler que va arribar a disputar curses de Fórmula 1.
Va néixer el 18 de gener del 1971 a São Paulo, Brasil. És fill del també pilot Wilson Fittipaldi i nebot del doble campió mundial Emerson Fittipaldi. Christian Fittipaldi va debutar a la primera cursa de la temporada 1992 (la 43a temporada de la història) del campionat del món de la Fórmula 1, disputant l'1 de març del 1992 el G.P. de Sud-àfrica al circuit de Kyalami. Va participar en un total de quaranta-tres curses puntuables pel campionat de la F1, disputades en tres temporades consecutives (temporada 1992 - temporada 1994), on assolí una quarta posició (en diverses ocasions) com a millor classificació a una cursa i obtingué dotze punts pel campionat del món de pilots.

## Resultats a la Fórmula 1
| Any  | Equip         | Xassís   | Motor       | 1       | 2       | 3       | 4       | 5       | 6       | 7      | 8       | 9      | 10     | 11      | 12      | 13      | 14     | 15    | 16    | Posició | Punts |
| ---- | ------------- | -------- | ----------- | ------- | ------- | ------- | ------- | ------- | ------- | ------ | ------- | ------ | ------ | ------- | ------- | ------- | ------ | ----- | ----- | ------- | ----- |
| 1992 | Minardi Team  | Minardi  | Lamborghini | SUD Ret | MEX Ret | BRA Ret | ESP 11  |         |         |        |         |        |        |         |         |         |        |       |       | 17è     | 1     |
| 1992 | Minardi Team  | Minardi  | Lamborghini |         |         |         |         | SMR Ret | MON 8   | CAN 13 | FRA NVQ | GBR    | ALE    | HUN     | BEL NVQ | ITA NVQ | POR 12 | JAP 6 | AUS 9 | 17è     | 1     |
| 1993 | Minardi Team  | Minardi  | Ford        | SUD 4   | BRA Ret | EUR 7   | SMR Ret | ESP 8   | MON 5   | CAN 9  | FRA 8   | GBR 12 | ALE 11 | HUN Ret | BEL Ret | ITA 8   | POR 9  | JPN   | AUS   | 13è     | 5     |
| 1994 | Footwork Ford | Footwork | Ford        | BRA Ret | PAC 4   | SMR 13  | MON Ret | ESP Ret | CAN DSQ | FRA 8  | GBR 9   | ALE 4  | HUN 14 | BEL Ret | ITA Ret | POR 8   | EUR 17 | JPN 8 | AUS 8 | 15è     | 6     |

### Resum
| Curses: | Victòries: | Pòdiums: | Poles: | Voltes ràpides: | Punts: |
| ------- | ---------- | -------- | ------ | --------------- | ------ |
| 43 (40) | 0          | 0        | 0      | 0               | 12     |